# OR51F1
OR51F1 (англ. Olfactory receptor family 51 subfamily F member 1 (gene/pseudogene)) – білок, який кодується однойменним геном, розташованим у людей на 11-й хромосомі. Довжина поліпептидного ланцюга білка становить 319 амінокислот, а молекулярна маса — 35 849.
| 10         |  | 20         |  | 30         |  | 40         |  | 50         |
| ---------- |  | ---------- |  | ---------- |  | ---------- |  | ---------- |
| MLQNQDTMEI |  | LSNSTSKFPT |  | FLLTGIPGLE |  | SAHVWISIPF |  | CCFYAIALSG |
| NSVILFVIIT |  | QQSLHEPMYY |  | FLFRLSATDL |  | GLTVSSLSTT |  | LGILWFEARE |
| ISLYSCIVQM |  | FFLHGFTFME |  | SGVLVATAFD |  | RYVAICDPLR |  | YTTILTNSRI |
| IQMGLLMITR |  | AIVLILPLLL |  | LLKPLYFCRM |  | NALSHSYCYH |  | PDVIQLACSD |
| IRANSICGLI |  | DLILTTGIDT |  | PCIVLSYILI |  | IHSVLRIASP |  | EEWHKVFSTC |
| VSHVGAVAFF |  | YIHMLSLSLV |  | YRYGRSAPRV |  | VHSVMANVYL |  | LLPPVLNPII |
| DSVKTKQIRK |  | AMLSLLLTK  |  |            |  |            |  |            |

A: Аланін

C: Цистеїн

D: Аспарагінова кислота

E: Глутамінова кислота

F: Фенілаланін

G: Гліцин

H: Гістидин

I: Ізолейцин

K: Лізин

L: Лейцин

M: Метіонін

N: Аспарагін

P: Пролін

Q: Глутамін

R: Аргінін

S: Серин

T: Треонін

V: Валін

W: Триптофан

Кодований геном білок за функціями належить до рецепторів, g-білокспряжених рецепторів, білків внутрішньоклітинного сигналінгу. 
Локалізований у клітинній мембрані.